# Hsu Jui-te
Hsu Jui-te (nascido em 10 de outubro de 1964) é um ex-ciclista taiwanês que competiu no ciclismo nos Jogos Olímpicos de Verão de 1988.